# Mad Fashion
Mad Fashion  è stato un reality show a puntate di genere documentario, centrato sull'attività della casa di moda Chris March Design dello stilista Chris March, il quale insieme al suo team crea abiti unici nel loro genere.
Lo show è stato trasmesso in America nel 2011 sulla rete televisiva Bravo, in Italia è andato in onda a partire dal 13 giugno 2012 sulla rete Real Time.
Non avendo registrato buoni ascolti la rete televisiva ha deciso di cancellare lo show.

## Format
Lo show segue l'attività della casa di moda di Chris March, noto per aver preso parte alla quarta edizione di Project Runway negli Stati Uniti, e noto per i suoi look molto eccentrici. Ogni puntata è incentrata sul processo di realizzazione di un outfit creato per un particolare evento, come l'abito realizzato per Jennifer Coolidge in occasione del Marti Gras di New Orleans.

## Cast
I componenti del cast sono:
- Chris March: Stilista e proprietario di Chris March Design. Prima di trasferirsi a New York ha lavorato per 10 anni presso la Beach Blanket Babylon. Nel 2007 partecipa alla quarta edizione di Project Runway America. Ha lavorato per vari spettacoli tenutisi a Broadway e per il Cirque du Soleil. Tra i suoi clienti ci sono Madonna, Prince, Beyoncé, Meryl Streep e Jennifer Coolidge[5]
- Alex Bartlett: Stilista, ha lavorato in molte produzione teatrali di Broadway, è anche responsabile del guardaroba del LCT3 un nuovo teatro presso il Lincoln Center. Si occupa inoltre di vari eventi per la raccolta fondi[6]
- Christine Brown: Stilista, originaria di Irvine, California, è l'ultima arrivata nell'atelier di Chris March. Si trasferìa New York per frequentare il college. Ha fatto uno stage presso la famosa Heatherette. Una volta terminato il college ha lavorato per la Amsale, società specializzata in abiti da sposa, per la quale ha disegnato la collezione 2011. Ha creato una sua linea di moda chiamata GLITZY GLAMOURLOU[7]
- Jake Kelsey: Stilista, originario di Broken Arrow, Oklahoma. Prima di lavorare per la Chris March Design ha frequentato una scuola di recitazione per seguire il suo sogno di cantare e recitare[8]
- Izzy Decauwert: Originaria di Honolulu, Hawaii, è specializzata nella creazione di parrucche. Si è trasferita a New York dove lavora dal 1996 in vari musical teatrali, come Hairspray, Il re Leone, Billy Elliot[9]
- Matt James: È colui che si occupa di tutte le strutture e delle parti da costruire degli abiti realizzati dalla maison. Ha lavorato per 15 per la Beach Blanket Babylon[10]

## Edizioni
| Edizione | Episodi | Prima TV USA | Prima TV Italia |
| -------- | ------- | ------------ | --------------- |
| 1        | 10      | 2011         | 2013            |